# Bandar Jaya (Lengkiti)
Bandar Jaya is een bestuurslaag in het regentschap Ogan Komering Ulu van de provincie Zuid-Sumatra, Indonesië. Bandar Jaya telt 1363 inwoners (volkstelling 2010).